# Gmina zbiorowa Lüchow (Wendland)
Gmina zbiorowa Lüchow (Wendland) (niem. Samtgemeinde Lüchow (Wendland)) – gmina zbiorowa położona w niemieckim kraju związkowym Dolna Saksonia, w powiecie Lüchow-Dannenberg. Została utworzona 1 listopada 2006 z dwóch gmin zbiorowych: Lüchow i Clenze. Siedziba gminy zbiorowej znajduje się w mieście Lüchow (Wendland).

## Położenie geograficzne
Gmina zbiorowa Lüchow (Wendland) jest położona w południowej części powiatu Lüchow-Dannenberg. Graniczy od północy z gminą zbiorową Elbtalaue i od wschodu z gminą zbiorową Gartow. Od południa przebiega granica gminy, powiatu i landu z krajem związkowym Saksonia-Anhalt; w tym z miastem Salzwedel będącym siedzibą powiatu Stara Marchia Salzwedel. Natomiast na zachodzie graniczy z gminami zbiorowymi Bodenteich i Rosche w powiecie Uelzen. Przez środek gminy płynie rzeka Jeetzel uchodząc do Łaby w Hitzacker (Elbe) a na południu rzeka Wustrower Dumme, lewy dopływ Jeetzel. Zachodnie połacie gminy są wschodnimi krańcami Pustaci Lüneburskiej. 

## Podział administracyjny
W skład gminy zbiorowej Lüchow (Wendland) wchodzi dwanaście gmin w tym: dwa miasta (Stadt), dwa miasta (Flecken), osiem gmin (Gemeinde):
1. Bergen an der Dumme
2. Clenze
3. Küsten
4. Lemgow
5. Luckau (Wendland)
6. Lübbow
7. Lüchow (Wendland)
8. Schnega
9. Trebel
10. Waddeweitz
11. Woltersdorf
12. Wustrow (Wendland)